# Марфино (Смоленская область)
Ма́рфино — Деревня в Угранском районе Смоленской области России. Входит в состав Вёшковского сельского поселения. 
Население — 5 жителей (2007 год). 
Расположена в юго-восточной части области в 19 км к северо-востоку от Угры, в 1 км севернее автодороги Р132 Вязьма — Калуга — Тула — Рязань, на берегу реки Волоста. В 12 км северо-западнее от деревни находится железнодорожная станция Волоста-Пятница на линии Торжок-Брянск. В 5 км от деревни находится село Знаменка. Рядом с Марфино, на высоком берегу реки Волосты, расположена братская могила советских воинов, погибших на смоленской земле в годы Великой Отечественной войны. Установлен памятник.

## История
В годы Великой Отечественной войны деревня была оккупирована гитлеровскими войсками в октябре 1941 года, освобождена в марте 1943 года.